# سحر تاج‌بخش
سحر تاج‌بخش مسلمان (زادهٔ ۱۳۵۴) رئیسِ سازمان هواشناسی کشور است که پس از پرهیزکار بعنوان معاون وزیر راه و شهرسازی و رئیس سازمان هواشناسی ایران فعالیت می‌کند.
تاج‌بخش دانش‌آموخته دکتری هواشناسی از دانشگاه آزاد اسلامی واحد علوم و تحقیقات تهران است. او فعالیت در سازمان هواشناسی کشور را از سال ۱۳۷۶ آغاز نمود. وی پیشتر معاونت پژوهشی و آموزشی سازمان هواشناسی کشور، همچنین سرپرستی مرکز آموزش سازمان هواشناسی و مدیریت توسعه کاربردهای هواشناسی را نیز برعهده داشته‌است.

## زندگی
سحر تاج‌بخش مسلمان در سال ۱۳۵۴ زاده شد. وی مدرک دکتری هواشناسی را از دانشکده ی علوم پایه دانشگاه آزاد اسلامی واحد علوم و تحقیقات تهران دریافت کرده‌است و فعالیت شغلی خود را از سال ۱۳۷۶ در سازمان هواشناسی کشور آغاز نمود.

## سوابق پژوهشی
- تاشدگی تروپوپاز - چهارمین همایش پیش‌بینی عددی وضع هوا-۱۳۸۳
- ایمنی پرواز و پیش‌بینی تلاطم هوای صاف روی ایران - سومین همایش ایمنی هوانوردی-۱۳۸۴
- خصوصی‌سازی در مراقبت پرواز ایران و تأثیر آن بر افزایش ایمنی هوایی - سومین همایش ایمنی هوانوردی-۱۳۸۴
- عوامل مؤثر جوی در رخداد برخی از مهم‌ترین مخاطرات پرواز با ارائه یک مطالعه موردی - چهارمین همایش ایمنی هوانوردی-۱۳۸۶
- مدیریت حمل و نقل هوایی در شرایط نامساعد جوی - دوازدهمین کنفرانس مهندسی حمل و نقل و ترافیک ایران-۱۳۹۱
- مطالعه شرایط هواشناختی تلاطم هوای صاف در منطقه ایران - نهمین کنفرانس دینامیک شاره‌ها-۱۳۸۳
- مطالعه گردش‌های جوی و توزیع مکانی و زمانی رخداد مه در سواحل خلیج فارس - چهارمین کنفرانس بین‌المللی اقیانوس‌شناسی خلیج فارس-۱۳۹۶
- معرفی یک معادله تجربی برای تخمین دید افقی با استفاده از غلظت ذرات معلق کمتر از ۱۰ میکرو متر در غرب و جنوب غرب ایران - پنجمین همایش ملی مدیریت آلودگی هوا و صدا-۱۳۹۶
- تغییر اقلیم و ناهنجاری گردش‌های بزرگ مقیاس جوی در رخدادهای فرین وضع هوا مطالعه موردی: بارش‌های بهار ۲۰۱۸ در ایران - ششمین کنفرانس جامع مدیریت و مهندسی سیلاب-۱۳۹۷[۳]

## سوابق اجرایی
- رئیس مرکز آموزش منطقه‌ای سازمان هواشناسی جهانی در تهران
- عضو هیئت علمی پژوهشکده هواشناسی و علوم جو
- معاون پژوهشی و آموزشی سازمان هواشناسی کشور
- رئیس مرکز آموزش سازمان هواشناسی کشور ۱۳۸۶
- مدیر توسعه کاربردهای هواشناسی

## حوادث دوران تصدی
کمی بعد از انتصاب تاج‌بخش و همزمان با نوروز ۱۳۹۸ سیل‌های ویرانگری در استان‌های گلستان، فارس و خوزستان پدید آمد، که منجر به آسیب‌های زیادی گردید. حسن روحانی در جلسه هیئت دولت، ۷ فروردین، بعد از سیل نوروزی در شیراز، ضرورت اطلاع‌رسانی دقیق و به موقع در خصوص حوادث را مورد تأکید قرار داد و گفت: 
هواشناسی در کنار اقدامات ارزشمندی که انجام می‌دهد، باید تلاش بیشتری بکار بگیرد و به‌طور دقیق دربارهٔ زمان و مکان حادثه اطلاع‌رسانی کند و این موضوع می‌تواند بسیار راهگشا باشد.